# جو كارول
جو كارول (21 يونيو 1991 في أستراليا - ) (بالإنجليزية: Joe Carroll)‏ هو لاعب كريكت أسترالي.

## وصلات خارجية
- جو كارول على موقع إي آس بي آن كريك إنفو (الإنجليزية)